# Орішанка
Оріша́нка — село в Золочівській громаді Богодухівського району Харківської області України. Населення становить 56 осіб.

## Географія
Село Орішанка розміщене на правому березі річки Уди, вище за течією примикає смт Золочів, нижче за течією на відстані 3,5 км розташоване село Довжик, на протилежному березі — село Литвинове. Село складається з 2-х частин, рознесених на 2 км, західна частина села раніше була селом Бугаї Перші.
До села примикає великий лісовий масив урочище Должанське (дуб). По селу протікає пересихаючий струмок із загатами. На відстані 2 км розташована залізнична станція Соснівка.

## Історія
12 червня 2020 року, розпорядженням Кабінету Міністрів України № 725-р «Про визначення адміністративних центрів та затвердження територій територіальних громад Харківської області», увійшло до складу Золочівської селищної громади.
19 липня 2020 року, в результаті адміністративно-територіальної реформи та ліквідації Золочівського району, село увійшло до складу Богодухівського району.